# Barba de Platão
Em metafísica, a barba de Platão é um argumento paradoxal cunhado por Willard Van Orman Quine em seu artigo de 1948 "On What There Is". A expressão passou a ser identificada como a filosofia de compreender algo com base no que não existe.

## Doutrina
Quine definiu a barba de Platão – e sua razão para nomeá-la assim – nas seguintes palavras:

Este é o antigo enigma platônico do não-ser. O não-ser deve, de algum modo, existir, caso contrário, o que é que não existe? Esta intrincada doutrina pode ser apelidada de barba de Platão; historicamente, tem se mostrado resistente, frequentemente embotando o fio da navalha de Occam.

O argumento tem sido favorecido por filósofos proeminentes, incluindo Bertrand Russell, A. J. Ayer e C. J. F. Williams. Declarar que não p (¬p) não pode existir pode forçar o abandono de truísmos como negação e modus tollens. Existem também variações do original de Quine, que incluíam sua aplicação tanto a termos singulares quanto gerais. Quine inicialmente aplicou a doutrina apenas a termos singulares antes de expandi-la de modo que também abrangesse termos gerais.
Karl Popper afirmou o inverso. "Somente se a barba de Platão for suficientemente resistente e emaranhada por muitas entidades, valerá a pena empregar a navalha de Ockham." A teoria de Russell das "descrições singulares", que mostra claramente "como podemos usar de maneira significativa nomes aparentes sem supor que existam as entidades supostamente nomeadas", é suposta para "desembaraçar" a barba de Platão.